# Buscador de área de trabalho
Buscador de área de trabalho é um programa informático que busca conteúdos no próprio computador do usuário, semelhante à busca na Internet. Estas ferramentas foram criadas para localizar informações no próprio PC, incluindo históricos de navegação, e-mails, documentos de texto, músicas, imagens e vídeo.
Uma das principais vantagens dos Buscadores de Desktop é que a busca traz resultados em segundos; o Windows Search Companion "pode efetuar estas buscas, porém, ele pesquisa os resultados nos arquivos do Windows e diretórios, e não efetua busca nos e-mails ou contatos. A menos que você ative o Serviço de Indexação (Windows 2000 ou XP), a busca pelo Windows será extremamente lenta". o Windows Vista e o Seven já vêm com o serviço de indexação ativado.
A busca em desktop é um conceito que vêm crescendo em grandes empresas por duas principais razões: Produtividade e Segurança. Uma estatística utilizada é que 80% das informações utilizadas numa companhia está guardada de forma desestruturada — informações guardados no computador do usuário final, arquivos e diretórios criados na rede, documentos armazenados em repositórios como Intranet e vários outros lugares. Além disso, várias companhias tem informações, estruturadas ou não, armazenadas em formatos de arquivos obsoletos, que eles não tem como acessar.
Grandes companhias dos Estados Unidos estão sob regulamentações como Sarbanes-Oxley, HIPAA e FERPA para garantir que o acesso as informações de extrema importância estão 100% controlados. Isso cria um desafio para as organizações de TI, que não podem utilizar buscadores de desktop padrão, ou falta controle central de restrição de ferramentas de download da Internet. Alguns buscadores de desktop voltados ao usuário final possibilitam indexar conteúdo e compartilhá-los com usuários não-autorizados. Em alguns casos, os usuários podem indexar — mas não visualizar — arquivos que eles nem mesmo sabem que existe.

## Tecnologia
Os buscadores de desktop criam e mantêm atualizado um índice, para oferecer uma performance razoável quando procura-se vários gigabytes de dados. Geralmente a indexação ocorre quando o computador está ocioso, e os buscadores podem ser configurados para não indexar quando um computador está utilizando bateria, para assim propiciar uma maior duração à bateria. Quando estão indexando, os buscadores de desktop recolhem três tipos de informação sobre os arquivos:
- Nome do arquivo e localização
- metadata, tal como títulos, autores, comentários em tipos de arquivos tais como MP3, PDF e JPEG
- Conteúdo dos documentos.

Para procurar dentro dos documentos, os buscadores precisam ser capazes de analisar diferentes tipos de arquivos. Isso é conseguido através de filtros que interpretam o formato do arquivo. Por exemplo, o Microsoft Office Filter pode ser utilizado para procurar dentro de arquivos do Microsoft Office (Textos, planilhas, apresentações, bancos de dados).
Os objetivos a longo prazo para a busca em desktop inclui a habilidade de procurar os índices de arquivos de imagem, arquivos de som e de vídeo pelo contexto.
O setor atraiu a atenção considerável da Microsoft e Google. De acordo com analistas de mercado, ambas as companhias estão tentando elevar seus monopólios (de browsers e de Motor de busca, respectivamente). Isto pode trazer de volta a Guerra dos browsers dos 1990.